# Santuario de la Virgen de Itacuá

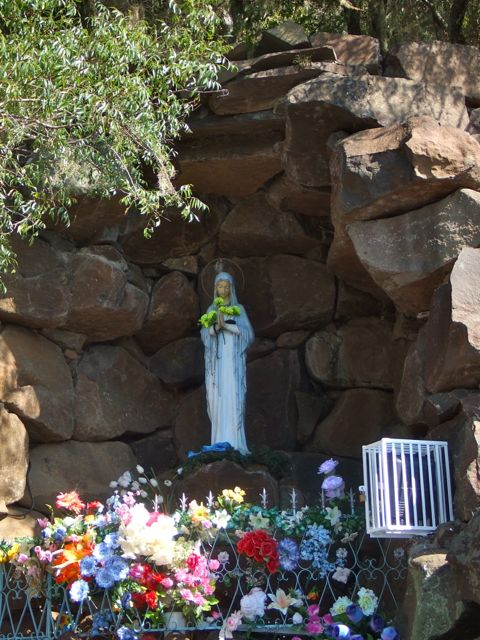
Grotte der Virgen de Itacuá

Das Santuario de la Virgen de Itacuá ist ein Heiligtum am Río Paraná nahe der Stadt Encarnación in Paraguay. Es befindet sich rund 9 km südöstlich des Stadtzentrums auf der üppig bewachsenen Landzunge Itacuá (Guaraní: ita = Fels; cua = Loch, Höhle) und ist auf einer asphaltierten Straße zu erreichen. Es wird regelmäßig von Pilgern besucht und von der Ordensgemeinschaft Oblaten der Unbefleckten Jungfrau Maria (OMI) verwaltet.

## Geschichte
In der natürlich geformten Grotte ist der Legende nach Matrosen die Jungfrau Maria erschienen und hat ihnen geholfen, die gefährliche Fahrt durch die im Flussbett liegenden Felsen heil zu überstehen. Seit Anfang des 19. Jahrhunderts wird an dieser Stelle die Heilige verehrt. Es wurde von geheimnisvollen Stimmen berichtet, die aus der Grotte riefen. Deren senkrecht aufragende Basaltwände weisen mehrere Spalten auf. Es wird vermutet, dass der Wind in die Vertiefungen eindrang und dabei mehr oder weniger harmonische, seltsame Geräusche produzierte. Die Kapitäne grüßten diese Stelle beim Passieren mit dem Schiffshorn, um auf der Fahrt keinen Unfall zu erleiden. Anfang des 20. Jahrhunderts stellte ein Steyler Missionar im Inneren eine aus Europa mitgebrachte Gipsstatue auf, die zunächst Virgen de la Aurora genannt wurde. Daraufhin begannen Pilger die Grotte aufzusuchen, insbesondere am 8. Dezember, dem Tag der Unbefleckten Empfängnis, wenn mehrere tausend Menschen den Ort besuchen.

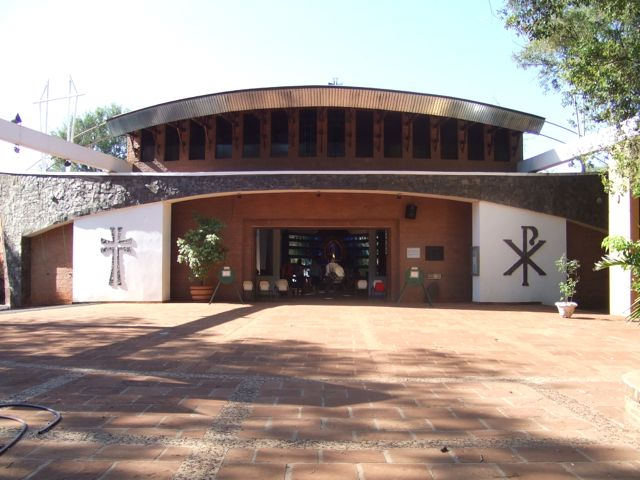
Eingang zur Kirche

Der Bau des Yacyretá-Staudamms am Río Paraná 1992 führte zu einem starken Anstieg des Wasserspiegels im gesamten Gebiet, sodass die Grotte seitdem sechs Meter unter Wasser liegt. Sie wurde mit der Statue an einer höheren Stelle neu errichtet. Auf der höchsten Stelle der Landzunge wurde von der Betreibergesellschaft des Wasserkraftwerks Entidad Binacional Yacyretá als Entschädigung eine Kirche und ein Aussichtspunkt in 30 m Höhe über dem Fluss gebaut. Die Anlage wurde am 30. November 2003 eingeweiht. Die Kirche weist die Form eines Schiffes auf. Der gläserne Altar befindet sich auf dem Bug, der auf den Fluss gerichtet ist. Der Eingangsbereich liegt im Heck. Der gesamte Komplex umfasst 6700 m². Gegenüber dem Haupteingang wurde eine baumbestandene und beleuchtete Esplanade angelegt.